# Compresión torácica
Compresiones torácicas de primeros auxilios es una expresión que puede tener dos significados en español: compresiones torácicas anti-atragantamiento o compresiones torácicas de reanimación cardiopulmonar (RCP).
- Compresiones torácicas anti-atragantamiento: Una maniobra de primeros auxilios contra atragantamiento, usada para expulsar hacia fuera el objeto atascado cuando no son posibles las compresiones abdominales (maniobra de Heimlich) porque la víctima no puede recibir compresiones en su vientre. Esto puede suceder en casos como que la víctima esté embarazada o demasiado obesa. La técnica de las compresiones torácicas anti-atragantamiento consiste en colocarse detrás la víctima, con un puño sujeto con la otra mano, y aplicar una serie de presiones súbitas hacia dentro, sin clavar demasiado los nudillos, en el hueso vertical del pecho (el esternón), en su mitad de abajo (la mitad más cercana al vientre). Las presiones no se concentran en la punta en que termina el esternón (llamada apéndice xifoides), para evitar romperla. Como referencia orientativa, si la víctima fuese una mujer, la zona de aplicación de estas compresiones quedaría normalmente por encima del nivel de los pechos. Existen algunas modificaciones de esta maniobra: para casos como que la víctima sea un bebé (de menos de 1 año aproximadamente) y ya haya fracasado la maniobra de Mofenson (adaptación para bebés de las palmadas en la espalda), o como que la víctima haya quedado inconsciente.

- Compresiones torácicas de reanimación cardiopulmonar (o de RCP): Son las compresiones torácicas utilizadas para mantener con vida a alguien inconsciente, cuando no respira o su corazón no late. Estas compresiones sirven para hacer circular la sangre y permitir que el paciente se recupere (recobre el pulso y la respiración). Consisten en tumbar al paciente boca arriba, colocarse a su lado, y presionar con las manos cruzadas sobre el esternón (el hueso vertical del pecho), en su mitad de abajo (la más cercana al vientre), de manera repetida y con ritmo constante. Las compresiones torácicas se alternan con ventilaciones (insuflaciones), consistentes en pinzar su nariz con los dedos, abrir su boca, cubrirla con la boca del rescatador e insuflarle aire así. La alternancia es de 2 ventilaciones cada 30 compresiones torácicas.[1] Al conjunto de ventilación artificial/compresiones se le llama reanimación cardiopulmonar (o RCP). Antes se llamaba masaje cardiaco externo (MCE), pero este término se ha abandonado puesto que en ningún momento el corazón se comprime. El riesgo de esta técnica es el de fracturar las costillas del paciente, pero este riesgo es despreciable respecto a la situación (muerte segura si no se le hace algo). Uno se puede entrenar con un maniquí diseñado para esto, es posible contactar con asociaciones de socorrismo para aprender.

En inglés no existe confusión entre unas compresiones y otras, porque normalmente las compresiones torácicas anti-atragantamiento son llamadas chest thrusts, y las compresiones torácicas de reanimación cardiopulmonar (RCP) son llamadas CPR chest compressions o sólo compressions. En español, las compresiones anti-atragantamiento a veces aparecen con otros nombres, como apretones y empujones, pero estos pueden provocar confusiones o sonar mal. En cualquier caso, son nombres bastante arraigados y ya no es posible ni conveniente cambiarlos, por lo que nos referiríamos a lo mismo diciendo compresiones anti-atragantamiento (abdominales o torácicas), que si decimos (quizá de manera más coloquial) apretones o empujones torácicos, abdominales, etc.
Aunque los dos tipos de compresiones torácicas (las anti-atragantamiento y las de reanimación cardiopulmonar) son distintos, las de reanimación cardiopulmonar (las de RCP) son utilizadas en los primeros auxilios para víctimas de atragantamiento inconscientes. Existe además una variante dentro de los primeros auxilios para bebés atragantados e inconscientes que puede ser leída en esta otra entrada.